# Afganisztán az 1968. évi nyári olimpiai játékokon
Afganisztán a mexikói Mexikóvárosban megrendezett 1968. évi nyári olimpiai játékok egyik részt vevő nemzete volt. Az országot az olimpián 1 sportágban 5 sportoló képviselte, akik érmet nem szereztek.

## Birkózás
Szabadfogású
| Versenyző          | Versenyszám | 1. forduló                          | 2. forduló                          | 3. forduló        | 4. forduló        | 5. forduló        | 6. forduló        | 7. forduló        | Döntő             | Helyezés    |
| Versenyző          | Versenyszám | Ellenfél Eredmény                   | Ellenfél Eredmény                   | Ellenfél Eredmény | Ellenfél Eredmény | Ellenfél Eredmény | Ellenfél Eredmény | Ellenfél Eredmény | Ellenfél Eredmény | Helyezés    |
| ------------------ | ----------- | ----------------------------------- | ----------------------------------- | ----------------- | ----------------- | ----------------- | ----------------- | ----------------- | ----------------- | ----------- |
| Ahmad Djan         | 57 kg       | Bazaryn Sükhbaatar (MGL) · 3-1      | Aboutaleb Talebi (IRI) · 3-1        | kiesett           | kiesett           | kiesett           | kiesett           |                   | kiesett           | helyezetlen |
| Mohammad Ebrahimi  | 63 kg       | Yelkan Tedeyev (URS) · 3-1          | Tsedendambyn Natsagdorj (MGL) · 2-2 | visszalépett      | kiesett           | kiesett           | kiesett           | kiesett           | kiesett           | helyezetlen |
| Aka-Jahan Dastagir | 70 kg       | Janusz Pająk (POL) · 3-1            | Búzás Károly (HUN) · kizárták       | kiesett           | kiesett           | kiesett           | kiesett           |                   | kiesett           | helyezetlen |
| Kayum Ayub         | 78 kg       | Ali Mohammad Momeni (IRI) · 3.5-0.5 | Martin Heinze (GDR) · kizárták      | kiesett           | kiesett           | kiesett           |                   |                   | kiesett           | helyezetlen |
| Ghulam Dastagir    | 87 kg       | Julio Graffigna (ARG) · 3-1         | Prodan Gardzsev (BUL) · kétvállas   | kiesett           | kiesett           | kiesett           | kiesett           |                   | kiesett           | helyezetlen |